# 蒂尔特赫利
蒂尔特赫利（Tirthahalli）是印度卡纳塔克邦希莫加縣的一个城镇。总人口14806（2001年）。

## 人口
该地2001年总人口14806人，其中男性7495人，女性7311人；0—6岁人口1512人，其中男770人，女742人；识字率79.59%，其中男性为82.78%，女性为76.32%。